# Ruslan Rafikowitsch Nassibullin
Ruslan Rafikowitsch Nassibullin (russisch Руслан Рафикович Насибуллин; * 2. März 1981 in Swerdlowsk, Russische SFSR) ist ein ehemaliger russischer Florettfechter.

## Erfolge
Ruslan Nassibullin gewann zunächst 2003 in Bourges bei den Europameisterschaften mit der Mannschaft die Bronzemedaille, ehe er im Jahr darauf in Kopenhagen mit ihr Europameister wurde. Im selben Jahr nahm er an den Olympischen Spielen in Athen teil, bei denen er mit der Mannschaft nach einem Sieg gegen Griechenland in der ersten Runde gegen Italien im Halbfinale unterlag. Im Gefecht um Bronze setzte er sich gemeinsam mit Renal Ganejew, Juri Moltschan und Wjatscheslaw Posdnjakow gegen die Vereinigten Staaten knapp mit 45:44 durch. In der Einzelkonkurrenz belegte er den 21. Rang.